# Centre pénitentiaire pour hommes de Rennes-Vezin
Ne doit pas être confondu avec Centre pénitentiaire pour femmes de Rennes.
Ouvert le 28 mars 2010, en remplacement de la maison d’arrêt pour hommes de Rennes située en centre-ville, le centre pénitentiaire pour hommes de Rennes-Vezin est un centre pénitentiaire français. Il est situé dans la zone industrielle de la Route de Lorient, sur les communes de Rennes et de Vezin-le-Coquet.

## Histoire
Dans un rapport publié en juin 2019, le Contrôleur général des lieux de privation de liberté indique que le centre pénitentiaire comptait 1007 personnes écrouées en janvier 2017 alors que sa capacité théorique initiale est de 690 places. Il précise que les détenus sont victimes de « violences inquiétantes » de la part de certains gardiens. En outre, l’établissement fonctionne en « sous-effectif chronique » alors que la surpopulation pénale est « endémique ».
Entre septembre 2022 et avril 2023, trois détenus sont décédés. Préoccupée par les deux premiers décès, la bâtonnière du barreau de Rennes s'y est rendue dès sa prise de fonction.